# زنون یاسکووا
زنون یاسکووا (لهستانی: Zenon Jaskuła؛ زادهٔ ۴ ژوئن ۱۹۶۲) دوچرخه‌سوار اهل لهستان بود.
از باشگاه‌هایی که در آن بازی کرده‌است می‌توان به تیم یوای‌ئی امارات، تیم دوچرخه‌سواری ماپی، و ام‌جی مالیفیچو اشاره کرد.
وی در مسابقات کشوری و بین‌المللی در مجموع برندهٔ ۱ مدال نقره شده‌است.